# Concepción (Texas)
Concepción es un lugar designado por el censo ubicado en el condado de Duval en el estado estadounidense de Texas. En el Censo de 2010 tenía una población de 62 habitantes y una densidad poblacional de 299,23 personas por km².

## Geografía
Concepción se encuentra ubicado en las coordenadas 27°23′43″N 98°21′20″O / 27.39528, -98.35556. Según la Oficina del Censo de los Estados Unidos, Concepción tiene una superficie total de 0.21 km², de la cual 0.21 km² corresponden a tierra firme y (0%) 0 km² es agua.

## Demografía
Según el censo de 2010, había 62 personas residiendo en Concepción. La densidad de población era de 299,23 hab./km². De los 62 habitantes, Concepción estaba compuesto por el 88.71% blancos, el 0% eran afroamericanos, el 0% eran amerindios, el 0% eran asiáticos, el 0% eran isleños del Pacífico, el 8.06% eran de otras razas y el 3.23% pertenecían a dos o más razas. Del total de la población el 100% eran hispanos o latinos de cualquier raza.